# Xenorhina anorbis
Xenorhina anorbis е вид жаба от семейство Тесноусти жаби (Microhylidae).

## Разпространение
Видът е разпространен в Индонезия и Папуа Нова Гвинея.